# Un país, dos sistemas

Un país, dos sistemas: Hong Kong, Macao y República Popular China.

Un país, dos sistemas (chino simplificado: 一国两制; chino tradicional: 一國兩制; pinyin: yì guó liǎng zhì; Wade-Giles: I Kuo Liang Chih; Jyutping: jat1 gwok3 loeng5 zai3; Romanización Yale: yāt gwok leúhng jai), es una idea originalmente propuesta por Deng Xiaoping, el entonces líder supremo de la República Popular China, para la reunificación de China. Según esta doctrina, si bien se reconoce que China constituye un solo país, bajo el Gobierno de la República Popular China, se acepta que dentro de ese Estado chino unificado coexistan, de forma transitoria, sistemas económicos y políticos diferentes en algunas zonas que en el pasado estuvieron sujetas a colonización extranjera, incluido el capitalismo, en contraposición con el sistema socialista que impera en el resto del territorio nacional chino.

## Hong Kong y Macao
En 1984, el líder supremo de China, Deng Xiaoping, propuso aplicar el principio a Hong Kong en las negociaciones con su homóloga británica, Margaret Thatcher, acerca del futuro de Hong Kong tras la descolonización de la ciudad y de los Nuevos Territorios (incluyendo Nueva Kowloon) de Hong Kong al Reino Unido que iba a «expirar» en 1997. También se propuso el mismo principio en las conversaciones con Portugal acerca de la colonia de Macao.
El principio consiste en que, a pesar de la práctica del socialismo en la inmensa mayoría del territorio nacional de China, Hong Kong y Macao, que eran oficialmente colonias del Reino Unido y Portugal respectivamente, podían seguir practicando el capitalismo como sistema económico predominante, y con un alto grado de autonomía interna, durante un periodo transitorio de cincuenta años a contar desde la descolonización, antes de instaurarse el socialismo. Así, Hong Kong no será reintegrado plenamente al sistema socialista hasta julio de 2047, y Macao, hasta diciembre de 2049. Pasado ese tiempo, ambas ciudades se integrarán como parte de la provincia de Cantón, con la que transitoriamente mantienen puestos de control.
El establecimiento de estas regiones, llamadas regiones administrativas especiales, se autorizó por el Artículo 31 de la Constitución de la República Popular China, que especifica que el Estado puede establecer dichas regiones cuando sea necesario, y que los sistemas que se instituirían en ellas prescribirían por leyes promulgadas desde el Congreso Popular Nacional a la luz de las condiciones específicas.
Las regiones administrativas especiales de Hong Kong y Macao se establecieron formalmente el 1 de julio de 1997 y el 20 de diciembre de 1999 respectivamente, inmediatamente después de que la República Popular China ejerciera la soberanía sobre las regiones respectivas.

## Taiwán
Una probable intención de Deng Xiaoping al proclamar esta doctrina era presentarla como una opción atractiva para los ciudadanos chinos que viven en la República de China; para conseguir una eventual reincorporación de esta isla al control efectivo de China. No obstante, en este caso el actual régimen de la República de China ha preferido mantener la autonomía política de la isla y rechaza la idea de someterse políticamente al Gobierno de China.
El 1 de enero de 2019, la presidenta Tsai Ing-wen manifestó que no aceptará la política de "Un país, dos sistemas" mientras ella ostente el poder de la República de China. El 10 de octubre de 2019, el candidato del Kuomintang a la presidencia de la República de China, Han Kuo-yu, también rechazó tajantemente esa política impuesta por el Gobierno de China, aunque coincide con él en rechazar la posible independencia de Taiwán.

## Tíbet
El 14º dalái lama, Tenzin Gyatso, ha expresado su interés en la doctrina de Un país, dos sistemas y ha expresado que bajo este régimen él aceptaría regresar de su exilio. El Gobierno de la República Popular China, no obstante, ha rechazado la opción de aplicar esta doctrina en el Tíbet, porque según ellos el Tíbet ha sido una región que ha formado parte de China desde la época de la dinastía Ming (ignorando la etapa del Tíbet soberano) y nunca ha estado sometida a un proceso de colonización extranjera.